# Stanisław Mykycej
Stanisław Ihorowycz Mykycej, ukr. Станіслав Ігорович Микицей (ur. 7 września 1989 roku w Doniecku) – ukraiński piłkarz, grający na pozycji obrońcy.

## Kariera piłkarska

### Kariera klubowa
Wychowanek Akademii Piłkarskiej Szachtara Donieck. W 2005 debiutował w trzeciej drużynie Szachtara. Występował najpierw w rezerwowej drużynie Szachtara, a 17 lipca 2007 debiutował w podstawowej jedenastce w meczu Mistrzostw Ukrainy przeciwko Metałurha Zaporoże. W 2009 został wypożyczony do Illicziwca Mariupol, a latem 2010 do Zorii Ługańsk. Latem 2011 powrócił do Illicziwca, ale po spowodowaniu wypadku samochodowego, w którym zostali poszkodowani ludzie, 18 października 2011 został skreślony z listy piłkarzy klubu. W lipcu 2012 przeszedł do FK Ołeksandrija. 7 marca 2017 został dyskwalifikowany przez komisję antydopingową FIFA na 1,5 roku za stosowanie zabronionego leku przeciw nadciśnieniu. Po odbiciu kary 22 czerwca 2018 podpisał nowy kontrakt z FK Oleksandria. 5 lipca 2019 przeszedł do FK Jelgava. 30 stycznia 2020 zasilił skład Czornomorca Odessa.

### Kariera reprezentacyjna
Od 2005 występował w reprezentacji Ukrainy U-17, oraz reprezentacji Ukrainy U-19. Od 2008 bronił barw młodzieżowej reprezentacji Ukrainy.